# チソキナーゼ
チソキナーゼ（Tisokinase）は天然型組織プラスミノーゲン活性化因子製剤であり、血栓の溶解に用いられていた。アミノ酸527残基からなる糖タンパク質であり、全体の分子量は約63,000である。日本で開発され、1991年1月に承認された。2021年12月現在は販売終了している。

## 効能・効果
急性心筋梗塞における冠動脈血栓の溶解（発症後６時間以内）

## 投与経路
冠動脈内投与（1991年1月承認）または静脈内投与（1992年7月承認）

## 副作用
重大な副作用として、重篤な出血（脳出血、消化管出血、後腹膜出血等）等が知られていた:5。

## 製造
ヒト肺由来二倍体線維芽細胞より産出された。

## 臨床試験
ウロキナーゼを対照薬とした二重盲検臨床試験で、有用性が確認された。

## 参考資料
1. ↑  “KEGG DRUG: チソキナーゼ”. www.genome.jp. 2021年12月19日閲覧。
2. ↑  “t-PA | 時事用語事典 | 情報・知識＆オピニオン imidas - イミダス”. 情報・知識＆オピニオン imidas. 2021年12月19日閲覧。
3. 1 2 3  鈴木伸幸; 田村秀明『血栓溶解剤チソキナーゼ』公益社団法人 日本薬学会、1991年8月1日。doi:10.14894/faruawpsj.27.8_806。2021年12月19日閲覧。
4. ↑  梅津浩平「医薬品創薬技術の系統化調査」『国立科学博物館技術の系統化調査報告』（pdf） 22巻、産業技術史資料情報センター、2015年3月、196, 215頁。2021年12月19日閲覧。
5. 1 2 3  “血栓溶解剤t-PAと脳出血”. www.umin.ac.jp.   大学病院医療情報ネットワークセンター. 2021年12月19日閲覧。
6. ↑  “JAPIC NEWS No.261 2006年1月号”.   日本医薬情報センター. 2021年12月19日閲覧。